# Franz Anton Goldkuhle
Franz Anton Goldkuhle (* 8. Juli 1827 in Wiedenbrück; † 13. Juni 1906 ebendort) war ein deutscher Bildhauer, Kunsttischler und Altarbauer.

## Leben
Nach dem Besuch der Volksschule (1833 bis 1841) absolvierte Goldkuhle bis 1845 in Warendorf eine Ausbildung zum Kunsttischler. 1854 kehrte er nach Wiedenbrück zurück und eröffnete hier eine eigene Werkstatt.
Aufgrund eines 1863 und 1864 ausgeführten Auftrags zur Errichtung des Hochaltars in der Wiedenbrücker Franziskanerkirche spezialisierte sich Goldkuhle auf kirchliche Inneneinrichtungen. Durch diesen Auftrag bekam er Kontakt zu dem Kirchenbaumeister Gerhard August Fischer aus Barmen, der ihm Anschlussaufträge zukommen ließ. Als ein Betrieb der Wiedenbrücker Schule wuchs Goldkuhles Werkstatt sehr schnell, beschäftigte 1865 bereits 25 Mitarbeiter und wurde zur Keimzelle eines neuen Wirtschaftszweigs in der Stadt. Zu seinen Schülern zählten unter anderem Anton Mormann, Bernhard Hoetger und Christoph Siebe.
Goldkuhle ist es zu verdanken, dass sich Rheda-Wiedenbrück als Stadt des Kunsthandwerks und der Kunst einen Namen machte.

### Werke (Auswahl)
- Hochaltar in der Wiedenbrücker Franziskanerkirche (1863/64)
- Kronprinzendenkmal in Avenwedde (1866)[1]
- Kriegerdenkmal Germania in Rheda (1874)[2]
- Sockel des Kriegerdenkmals in Wiedenbrück (1893)
- Fassung des Triumphkreuzes in der Pfarrkirche St. Kilian in Vörden

## Familie
Am 10. April 1861 heiratete Franz Anton Goldkuhle Catharina Maria Große Hütig (* 25. Dezember 1841). Zusammen hatten sie fünf Söhne. Franz (* 1862), der älteste, übernahm die Werkstatt des Vaters in den 1880er Jahren und verkaufte sie 1901.